# Јесе Јоронен

Јесе Јоронен (фин. Jesse Pekka Joronen; рођен 21. марта 1993) је фински професионални фудбалер који игра као голман у клубу Серије Б Бреша.  Јоронен је сениорски деби за Финску имао 2013. године.

## Клупска каријера

### Фулам
Рођен и одрастао у градићу Симпеле који се налази у близини руске границе, Јоронен се придружио Фулам академији 2009.  У јуну 2010. Јоронен је потписао свој први професионални уговор са клубом, који ће га задржати до 2013. 
У мају 2012. Јоронен је потписао двогодишње продужење са Фуламом, које ће га задржати до 2014.  Шест месеци касније, 25. октобра 2012, Јоронен се придружио Maidenhead United-у на позајмици  а у фебруару 2013, Јоронен је позајмљен у Кембриџ јунајтед.  Само дан касније Јоронен се вратио у Фулам након што је одбио да буде именован као замена за Кембриџ. 
После позајмице у Maidenhead United, Јоронен се потом вратио у Финску, где се придружио екипи Веикауслиига ФК Лахти-у на позајмици до августа.  Након осамнаест наступа у клубу, као голман првог избора, Јоронен се вратио у матични клуб почетком августа. 
На почетку сезоне 2014–15, Јоронен је потписао двогодишњи уговор са клубом који га је задржао до 2016.  Тада је добио свој деби као стартни голман у уводној утакмици Фулама у првенству против Ипсвич Таун- а 9. августа 2014.  Након што још три изглед за клуб, Јоронен је убрзо изгубио прво место у тиму од Marcus Bettinelli-а и новог голмана, Габора Киралија. 
Јоронен се придружио Accrington Stanley-у на позајмицу на месец дана 17. октобра 2014.  Убрзо након тога, дебитовао је у Accrington Stanley-у сутрадан, 18. октобра 2014. године, почевши од гола, у поразу од Стевенагеа са 2-1.  Међутим, након што се још три пута појавио у Accrington Stanley-у док је био на позајмици, вратио се рано након што је ишчешио зглоб колена током меча Лиге два против Morecambe.  Тада је најављено да ће Јоронен бити одсутан три до четири месеца. 
27. августа 2015, Јоронен је потписао за Stevenage на позајмици до јануара 2016.  Дебитовао је у Stevenage-у два дана касније, у нерешеном резултату 1:1 против Redbridge-а.  Јоронен је постигао гол из даљине у мечу против Wycombe Wanderers-а 17. октобра 2015.  Потом је сачувао свој први чисти погодак у победи над Gillingham-ом 3:0 у првом колу ФА купа.  Међутим, након једанаест наступа за тим, Јоронен је претрпео повреду током меча против Gillinghamа и потом се вратио у матични клуб.  По повратку у рматични клуб, Јоронен је потписао продужење уговора задржавајући га до 2017. 
У сезони 2016–17, Јоронен је три пута истакнут у ЕФЛ купу, као први голман испред Bettinelli-ја.   На крају сезоне 2016–17, клуб му је понудио нови уговор. 

### АЦ Хорсенс
Међутим, уместо да потпише нови уговор и настави да напушта клуб због фудбала првог тима, Јоронен је напустио Фулам да би се придружио данском АЦ Хорсенсу, потписавши двогодишњи уговор 10. јула 2017. 
Јоронен је дебитовао у АЦ Хорсенсу на уводној утакмици сезоне, у победи од 2:1 над AGF Aarhus-ом.  Дана 4. августа 2017. године, задржао је свој први чисти бок, у победи над Silkeborg-ом резултатом 1:0, победом у којој је клуб отишао на врх табеле. 

### ФЦ Копенхаген
15. децембра 2017. објављено је да ће се Јоронен придружити Копенхагену у лето 2018. године за накнаду од 875.000 €. Потписао је петогодишњи уговор.  У конкуренцији је дебитовао 23. јула 2018, одигравши у целости победу над Хобром од 3:0. 

## Међународна каријера
Представљајући Финску на нивоу У17, У19  и У21,  Јоронен је позван у сениорски тим и дебитовао је за Финску у Купу краља 2013. против Тајланда 24. јануара 2013. 
Јоронен је позван на УЕФА Еуро 2020 пред-турнирски пријатељски меч против Шведске 29. маја 2021. 

## Успеси
Копенхаген
- Данска Суперлига: 2018–19 [35]